# بيارت بيركلاند
بيارت بيركلاند (بالنرويجية البوكمول: Bjarte Birkeland)‏ هو مؤرخ أدبي نرويجي، ولد في 26 ديسمبر 1920 في النرويج، وتوفي في 7 أبريل 2000.